# Уилсон, Кери-Линн
Кери-Линн Уилсон (род. 17 мая 1967) — канадский дирижeр оперного и симфонического репертуара.

## Детство и образование
Кери-Линн Уилсон родилась и воспитывалась в Виннипеге, Манитоба, в семье с богатыми музыкальными и культурными традициями. Еe дедушка был оперным баритоном, бабушка — пианисткой. Еe отец, Карлайл Уилсон, был скрипачом и музыкальным педагогом, мать, Линн Шарплз — профессор английского языка в Университете Тулона (French: Université de Toulon).
С ранних лет она обучалась игре на флейте, фортепиано и скрипке, играла на флейте в составе Молодёжного оркестра Виннипега и выступала как солист с Виннипегским симфоническим оркестром и Филармоническим оркестром Калгари. Она также участвовала в летней программе музыкальной школы Банфа.
Уилсон продолжила своe обучение на флейте под руководством Джулиуса Бейкера (Julius Baker) в Джульярдской школе, Нью-Йорк, США. Возрастающий интерес к дирижированию привeл еe в класс Отто-Вернера Мюллера (Otto-Werner Mueller). Ещe будучи студенткой она впервые выступила в концертном зале Карнеги-Холл в Нью-Йорке (Weill Recital Hall at Carnegie Hall) в мае 1989 года.
Закончила Джульярд со степенью магистра по флейте и дирижированию. Дебютировала с оркестром Национального центра искусств Канады в возрасте 23 лет.

## Творческая карьера
С 1994 по 1998 год Уилсон занимала должность ассистента дирижeра в Далласком симфоническом оркестре. После своего пребывания в Далласе она выходит на международную арену в качестве приглашённого дирижeра как оперного, так и симфонического репертуара, работая в Северной и Южной Америке, Европе, Азии, на Ближнем Востоке и в Австралии.
В 2013 году госпожа Уилсон была выбрана на должность главного дирижeра Словенского филармонического оркестра, став первой женщиной-главным дирижёром в истории оркестра. Она занимала эту должность в течение сезона 2014—2015 гг.
Как оперный дирижeр она работала в многочисленных оперных театрах: Баварский государственный театр, Королевский оперный театр Ковент-Гарден, Венская государственная опера, Большой театр, Мариинский театр, Английская национальная опера, Maggio Musicale Fiorentino, Римская опера, Палермская опера, Пармская опера, Арена-ди-Верона, Мачерату Фестиваль, Фестиваль Пуччини, Опера Лос-Анджелеса, Вашингтонская опера, Канадская опера, Лейпцигская опера, Чешская национальная опера, Ницца Опера, Бильбао Опера, Королевская шведская опера, Норвежская национальная опера, Варшавская опера, Национальная опера Бухареста, Израильская опера, Новый национальный театр Токио, Опера Австралии и Джульярдская опера, среди прочих.
Еe оперный репертуар включает оперы Чайковского «Евгений Онегин», «Пиковая дама», «Иоланта», Мусоргского «Борис Годунов», Шостаковича «Леди Макбет Мценского уезда», Дворжака «Русалка», Верди «Риголетто», «Травиата», «Симон Бокканегра», «Набукко», «Дон Карлос», «Аида», «Отелло», «Бал-маскарад», «Аттила», «Трубадур», «Фальстаф», Моцарта «Così fan tutte»/«Так поступают все женщины», «Дон Жуан», Бизе «Кармен», Гуно «Фауст», «Ромео и Джульетта», Пуччини «Манон Леско», "Тоска, «Богема», «Турандот», «Мадам Баттерфляй», «Девушка с Запада», «Джанни Скикки», «La Rondine»/«Ласточка», Вагнера «Тангейзер», «Летучий голландец», Россини «Севильский цирюльник», «Сигизмунд», «Золушка», Доницетти «Дочь полка», «Любовный напиток», «Лючия ди Ламмермур», Пуленка «Груди Терезия», Равеля «Испанский час», Хумпердинка «Гензель и Гретель», Масканьи «Сельская честь», Леонкавалло «Паяцы», Легара «Веселая вдова», Ульмана «Император Атлантиды».
Еe симфоническая и концертная работа приводила еe в Лос-Анджелес, Сент-Луис, Сан-Франциско, Цинциннати, Сиэтл, на музыкальные фестивали Равиния и Шлезвиг-Гольштейн, в Даллас, Хьюстон, Нью-Йорк, Ганновер, Аахен, Дюссельдорф, Висбаден, Мюнхен, Париж, Вену, Милан, Верону, Флоренцию, Прагу, Будапешт, Москву, Киев, Санкт-Петербург, Мадрид, Бильбао, Овьедо, Братиславу, Загреб, Рейкьявик, Иерусалим, Гонконг, Пекин, Торонто, Монреаль и Каракас, среди других.
Еe репертуар включает как классическую, так и современную музыку, к числу самых любимых композиторов относятся Шостакович, Чайковский, Прокофьев, Малер, Брукнер, Бетховен и Брамс.

## Личная жизнь
Уилсон очень высокого роста — 6 футов 1 дюйм (1,85 м). В статье в американском выпуске журнала Vogue за апрель 2004 года она говорит, что во время еe пребывания в Джульярде она осознала, что её высокий рост — скорее преимущество, чем недостаток. «Мне понравилось быть высокой в Нью-Йорке. Я обрела себя». Она владеет русским, французским, итальянским и немецким языками и в свободное время любит читать стихи.

## Награды
- Орден княгини Ольги III степени (23 августа 2024 года, Украина) — за весомый личный вклад в укрепление межгосударственного сотрудничества, поддержку суверенитета и территориальной целостности Украины, популяризацию Украинского государства в мире[9]

## Дискография
- Романс, Валентина Нафорница, Мюнхенский радио-оркестр, outhere Music, 2020.[10]
- Джоаккино Россини: Сигизмондо — живая запись с BR Klassik, 2019[11]
- Прокофьев, Уолтон, Воган Уильямс — Изабель ван Кёлен, NDR Radiophilharmonie c Challenge Records, 2018.[11]
- NDR Klassik Open Air: Верди — Травиата, с Наксосом, 2017.[11]
- Джакомо Пуччини: Турандот, с TM Music, 2007.[11]
- История Джузеппе Вердиса Риголетто — DVD от Columbia TriStar Home Entertainment и Sony Pictures Home Entertainment, 2005.[11]
- Danzón — Симон Боливар Симфонический оркестр с Dorian Recordings, 1998.[12]